# The Champ
The Champ (orig. Resurrecting the Champ) ist ein US-amerikanisches Filmdrama aus dem Jahr 2007. Regie führte Rod Lurie, das von Michael Bortman und Allison Burnett verfasste Drehbuch beruht auf einer wahren Begebenheit und wurde inspiriert durch einen Artikel von J. R. Moehringer in der Los Angeles Times. Die Hauptrollen werden von Samuel L. Jackson, Josh Hartnett und Kathryn Morris sowie Dakota Goyo gespielt.

## Handlung
Erik Kernan, dritter Sportreporter bei der Denver Times, hat sich vor kurzem von seiner Frau Joyce getrennt, mit der er den gemeinsamen Sohn Teddy hat.
Als der Reporter eines Tages von einem Boxkampf kommend seine Redaktion aufsuchen will, wird er Zeuge, wie sich in einem Hinterhof ein Obdachloser gegen eine Bande von Jugendlichen wehrt. Kernan ist beeindruckt von der Art, wie das geschieht. Nachdem er eingegriffen und mit dem heruntergekommenen Mann, der sich selbst „Champ“ nennt, ins Gespräch gekommen ist, meint er in ihm den einstigen Boxchampion Bob Satterfield zu erkennen, von dem das Gerücht in Umlauf ist, er sei bereits tot. „Battling“ Bob Satterfield hatte seinerzeit den alles entscheidenden Kampf verloren.
Kernan sieht in dem Zusammentreffen die Chance, seine Karriere endlich voranzutreiben. Er beschließt, die ergreifende Geschichte des Boxers, der heute nur noch ein Wrack ist, den Lesern in einer Reportage näherzubringen. Er muss den Champ, der sehr verhalten auf seine Eröffnung reagiert, allerdings erst dazu überreden, sich ihm zu öffnen. Kernan hofft, dass ein Erfolg ihn endlich aus dem Schatten seines Vaters, eines berühmten Radiomoderators, sowie auch aus dem Schatten seiner Frau Joyce heraustreten lässt. Tatsächlich bekommt er für seine Story die Titelseite und erhält damit endlich die so lange ersehnte Aufmerksamkeit. Als Zweifel an der Story laut werden, und sich herauskristallisiert, dass es sich bei dem Champ doch nicht um den vermeintlichen Profi-Boxer handelt, muss Kernan eine Entscheidung mit weitreichenden Konsequenzen treffen.
Seine Berichterstattung wird zudem auch für Kernan persönlich zu einer Reise, die sein Leben elementar verändert und ihn zwingt darüber nachzudenken, was wichtig ist und vor allem zu überprüfen, wie er in Zukunft die Beziehung zu seinem kleinen Sohn Teddy, für den er immer ein Held sein wollte, gestalten will.

## Entstehung und Veröffentlichung
| Figur                  | Darsteller        | Deutscher Sprecher       |
| ---------------------- | ----------------- | ------------------------ |
| Bob Satterfield        | Samuel L. Jackson | Engelbert von Nordhausen |
| Erik Kernan            | Josh Hartnett     | Simon Jäger              |
| Joyce Kernan           | Kathryn Morris    | Sonja Reichelt           |
| Teddy Kernan           | Dakota Goyo       |                          |
| Ralph Metz             | Alan Alda         | Erich Ludwig             |
| Polly                  | Rachel Nichols    | Maren Rainer             |
| Andrea Flak            | Teri Hatcher      | Susanne von Medvey       |
| Perlmutter             | Kristen Shaw      |                          |
| Rocky Marciano         | Nick Sandow       | Crock Krumbiegel         |
| Whitley                | David Paymer      | Hans-Rainer Müller       |
| Robert Satterfield Jr. | Harry J. Lennix   | Ole Pfennig              |
| Champ (jung)           | Troy Ross         | Ole Pfennig              |
| Ike Epstein            | Peter Coyote      |                          |
| Jaws                   | Chris Ippolito    | Dominik Auer             |
| Kenny                  | Ryan McDonald     | Manuel Straube           |
| Riley Washburn         | Eugene Clark      | Christoph Jablonka       |
| Introsprecher          |                   | Christoph Jablonka       |
| Runt                   | Jameson Trenholm  | Dirk Meyer               |
| Kennys Freundin        | Suzanne Pringle   | Kathrin Gaube            |

Der Film wurde in Denver und in Calgary gedreht. Seine Produktionskosten betrugen schätzungsweise 13 Millionen US-Dollar.
Die Weltpremiere fand am 20. Januar 2007 auf dem Sundance Film Festival statt, US-Kinostart war am 24. August 2007. Dort spielte er ca. 3,17 Millionen US-Dollar ein. Am 14. Juni 2007 lief der Film auf dem Maui Film Festival in den USA. 2007 wurde er veröffentlicht in Mexiko, Kanada, in der Türkei und in Israel, 2008 in Brasilien, Angola, Portugal, Spanien (auf dem Las Palmas Film Festival), Griechenland (DVD-Premiere), in der Tschechischen Republik, in den Vereinigten Arabischen Emiraten, in Belgien, Luxemburg, in der Slowakei, DVD-Premiere hatte er in Island, Schweden, Dänemark, Finnland und den Niederlanden. Im Libanon erschien der Film 2009, in Australien hatte er 2009 DVD-Premiere. 2010 erfolgte die Premiere des Films auf DVD in folgenden Ländern: Neuseeland, Schweiz, Ungarn und Polen, 2011 in Frankreich, 2012 im Vereinigten Königreich und in Italien. Veröffentlicht wurde er zudem in Bulgarien, Litauen, Serbien, Russland und Slowenien.
In Deutschland hatte der Film seine Premiere am 28. Januar 2010 auf Blu-ray und DVD, herausgegeben von Ascot Elite Home Entertainment (Vertrieb Universum Film) mit einer deutschen Tonspur.

## Der echte Bob Satterfield
Bob Bombardier Satterfield (1923 bis 1977) war ein US-amerikanischer Boxer im Schwergewicht, dessen Karriere sich über einen Zeitraum von 1945 bis 1957 erstreckte, der aber nie um den Titel kämpfte. Er beendete seine Karriere mit einem Rekord von 50 Siegen, davon 35 K.-o.-Siege, 25 Niederlagen und 4 Unentschieden. In der Ring-Liste, der ältesten gleichnamigen amerikanischen Boxerzeitschrift, befindet er sich auf Platz 58 der 100 größten Puncher aller Zeiten. Satterfield starb im Alter von 53 Jahren an Krebs.

## Rezeption
The Champ erhielt ein eher gutes Presseecho, was sich auch in den Auswertungen US-amerikanischer Aggregatoren widerspiegelt. So erfasst Rotten Tomatoes mehrheitlich wohlwollende Besprechungen und ordnet den Film dementsprechend als „Frisch“ ein. Laut Metacritic fallen die Bewertungen im Mittel „Gemischt oder Durchschnittlich“ aus.

„Samuel L. Jackson […] läuft mit seiner Darbietung eines obdachlosen Boxers endlich mal wieder zur Höchstform auf. So sind einige unnötige Nebenhandlungsstränge zu verzeihen[.]“

Roger Ebert lobte in der Chicago Sun-Times die Darstellung von Samuel L. Jackson, der in seiner Rolle „absolut überzeugend“ wirke. Josh Hartnett spiele „wirkungsvoll genug“, überzeuge jedoch nicht in der Rolle eines Sportreporters. Der Kritiker lobte Alan Alda in der Rolle des Zeitungsverlegers. Weiter führte der Kritiker aus, dass ihn einige Filmentwicklungen überrascht hätten und verwies darauf, dass er über Satterfield mehr in der Wikipedia gefunden habe als Kernan über den Sportler am Anfang wisse.
Peter Osteried von movieman.de sah ein „[f]ein gespieltes Drama über eine ungewöhnliche Freundschaft.“ Des Weiteren befand er, dass der Film „nicht nur von emotional packenden und mit Herz gespielten Figuren“ lebe, „sondern auch von einer phantastischen Geschichte, die umso beeindruckender [sei], da der Kern wahr ist“ und führte aus: „Sowohl Josh Hartnett als auch Samuel L. Jackson spielen gegen ihren Typ an, und das mit Erfolg.“ Jackson spiele hier „einen lebendigen Menschen, scheu, etwas wirsch, ziemlich schräg“. Und man glaube ihm „in jeder Sekunde, dass er schon Jahre auf der Straße leb[e]“. Und abschließend: „Die Darstellungen dieser beiden Männer sind es, die den Film auszeichnen. Der Film überzeugt aber auch durch interessante Wendungen, eine gut entwickelte Geschichte und vor allem durch sein Herz. Ein großes Drama und ein phantastischer Mix aus Sportlerdrama und Journalistenfilm.“
Des Weiteren wurde der Film nominiert für den ESPY-Award 2008 als „Bester Sportfilm“. Dakota Goyo erhielt eine Nominierung für den Young Artist Award 2008 in der Kategorie „Beste Leistung eines jungen Schauspielers unter 10 Jahren“.